# Aboesir
Aboesir is een dorp en archeologische locatie in Egypte, ten zuidoosten van Gizeh en vlak bij Caïro. Het was in de oudheid een plek waar de koningen van de 5e dynastie hun necropolis hadden. De oude Egyptenaren noemden deze plek Per-Oesir (Huis van de tempel van Osiris). De Grieken noemden dit Busiris (Grieks: Βούσιρις) en de Kopten noemden het gebied Busiri (Koptisch: ⲃⲟⲩⲥⲓⲣⲓ). Tegenwoordig wordt het dorp Abusir of Aboesir genoemd.
De plaats dient niet verward te worden met de havenstad Aboesir vlak bij Alexandrië.

## Historie
Koning Oeserkaf van de 5e dynastie bouwde op deze plek zijn zonnetempel. Deze is de oudste zonnetempel van Egypte, gebouwd tussen 2465 en 2458 v.Chr. Aangezien Oeserkaf slechts zeven jaar regeerde, werd het bouwwerk nooit voltooid en het lijkt er dan ook op dat de voor zonnetempels kenmerkende obelisk later is toegevoegd.
Oeserkaf bouwde zijn piramide echter te Saqqara. Zijn opvolgers bouwden hun piramides wel in Aboesir. Verder bouwden enkele hoge ambtenaren hun mastaba's in Aboesir. Een van de grootste mastaba's is die van Ptahsjepses, de vizier en schoonzoon van koning Nioeserre. Zijn mastaba is een van de grootste privégraven die uit het Oude Rijk bekend zijn.
In Aboesir werd in de 19e eeuw het Aboesir-papyrus gevonden. Dit papyrus komt uit het Oude Rijk. Ze laat de administratie zien van de dodencultus van koning Neferirkare. Door een Tsjechisch archeologisch team zijn er ook nog andere papyrii ontdekt, van Neferefre en Chentkaoes II.
Onderzoek aan de monumenten van Aboesir werd uitgevoerd door het Tsjechisch Instituut voor Egyptologie onder leiding van Miroslav Bárta.
De archeologische site werd tijdens de Egyptische Revolutie van 2011 bezocht door plunderaars.

## Necropolis
In totaal zijn er 14 piramiden op deze site. De piramiden zijn kleiner en hun constructie is inferieur ten opzichte van de piramiden van de vierde dynastie, die van massief steen gebouwd werden. Dit is mogelijk een teken van verminderde koninklijke macht of van economische neergang.

### Belangrijkste piramiden

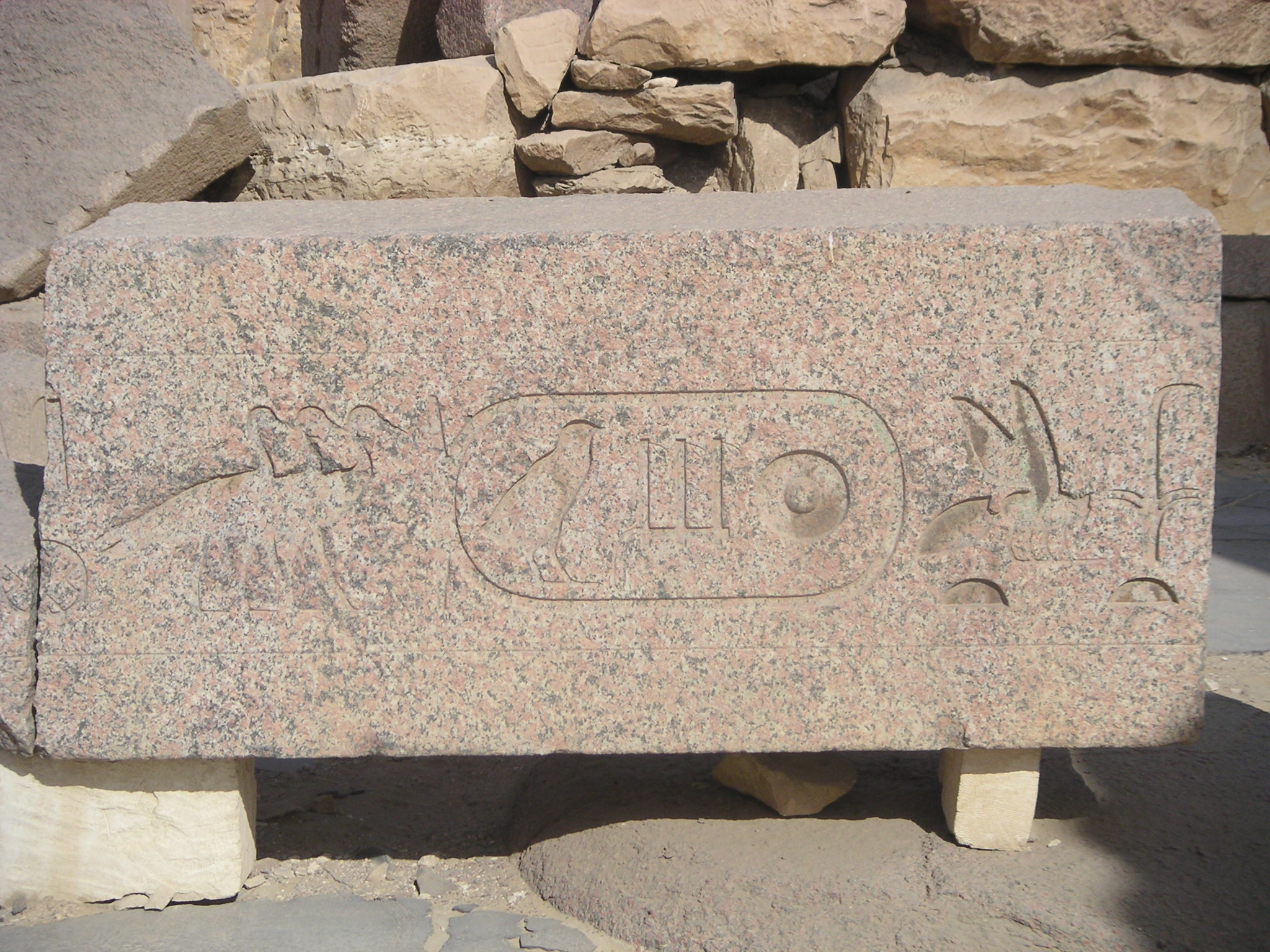
Cartouche van Sahoere op een tempel blok

- de Piramide van Neferirkare, de grootste van de site
- de Piramide van Nioeserre
- de Piramide van Sahoere

### Kleinere piramiden
- de onvoltooide piramide van Neferefre
- de piramide van koningin Chentkaoes II, de echtgenote van Neferirkare en moeder van Neferefre en Nioeserre
- Een onvoltooide piramide of mastaba van Sjepseskaf[3]
- "Lepsius-piramide nr. 24" — piramide van een vrouw, hoogstwaarschijnlijk een koningin. Tussen de markeringen van de bouwers wordt de naam van vizier Ptahsjepses genoemd, waardoor de piramide te dateren is in de regering van koning Nioeserre[3]
- "Lepsius-piramide nr. 25" — waarschijnlijk de piramide van een koningin van de vijfde dynastie[3]

### Mastaba's van hovelingen
Enkele belangrijke ambtenaren en familieleden bouwden een graf in de directe omgeving van de piramide van hun koning:
- de mastaba van Ptahsjepses (vizier onder Nioeserre)
- de mastaba van prins Nachtkare (een zoon van Neferefre of Nioeserre)

### Aboesir-zuid
Direct ten noorden van Saqqara bevindt zich een grafveld van lagere ambtenaren uit het Oude Rijk, waaronder de volgende graven:
- het graf van Ity (3e dynastie)
- het graf van Hetepi (priester, begin 4e dynastie)
- het graf van Ka-aper (architect en priester, 4e dynastie)
- het graf van Rahotep (priester, einde 5e dynastie)
- het graf van Fetekti (priester, einde 5e dynastie)
- het graf van Qar en zijn zonen (vizier, 6e dynastie)

### Saïtisch-Perzisch grafveld
Een grafveld met schachtgraven uit de Saïtische periode ligt direct ten zuiden van de piramide van Neferefre:
- het graf van Udjahorresnet
- het graf van Iufaa
- het graf van Menekhibneko
- het graf van Padihor
- "graf R3"

## Externe Bron
- Engelse webpagina van de Český egyptologický ústav